# Championnat d'Uruguay de football 1931
Navigation
Édition précédente Édition suivante
| \| Montevideo: · Nacional · Peñarol · Wanderers · Charley · Rampla Juniors · Sud América · Misiones · Defensor · Bella Vista · Olimpia · Capurro · Racing Club Montevideo \| Localisation des clubs engagés dans le championnat. |
| Montevideo: · Nacional · Peñarol · Wanderers · Charley · Rampla Juniors · Sud América · Misiones · Defensor · Bella Vista · Olimpia · Capurro · Racing Club Montevideo                                                           |

La 29e édition du championnat d'Uruguay de football est remportée par le Montevideo Wanderers Fútbol Club. C’est le troisième titre de champion du club. Les Wanderers  l’emportent avec 3 points d’avance sur le Club Nacional de Football. Le Rampla Juniors Fútbol Club complète le podium. 
Après une interruption d’une année, le championnat reprend ses droits. Mais cette saison est la dernière du championnat amateur. À partir de 1932, la fédération uruguayenne met en place un championnat professionnel.

## Les clubs de l'édition 1931
| Club                             | Stade              | Capacité | Ville      |
| -------------------------------- | ------------------ | -------- | ---------- |
| Club Atlético Bella Vista        | Parque Bella Vista | -        | Montevideo |
| Capurro                          | -                  | -        | Montevideo |
| Defensor Sporting Club           | -                  | -        | Montevideo |
| Misiones Football Club           | -                  | -        | Montevideo |
| Montevideo Wanderers Fútbol Club | -                  | -        | Montevideo |
| Club Nacional de Football        | -                  | -        | Montevideo |
| Olimpia                          | -                  | -        | Montevideo |
| Club Atlético Peñarol            | -                  | -        | Montevideo |
| Racing Club de Montevideo        | -                  | -        | Montevideo |
| Rampla Juniors Fútbol Club       | -                  | -        | Montevideo |
| Institución Atlética Sud América | -                  | -        | Montevideo |

## Compétition

### Classement
Le classement est établi sur le barème de points suivant : victoire à 2 points, match nul à 1, défaite à 0.
| Rang | Équipe                           | Pts | J  | G  | N | P  | Bp | Bc | Diff |
| ---- | -------------------------------- | --- | -- | -- | - | -- | -- | -- | ---- |
| 1    | Montevideo Wanderers             | 39  | 22 | 17 | 5 | 0  | 45 | 10 | +35  |
| 2    | Club Nacional de Football        | 36  | 22 | 15 | 6 | 1  | 49 | 13 | +36  |
| 3    | Rampla Juniors Fútbol Club       | 31  | 22 | 14 | 3 | 5  | 36 | 23 | +13  |
| 4    | Club Atlético Peñarol T          | 26  | 22 | 9  | 8 | 5  | 29 | 15 | +14  |
| 5    | Central Español Fútbol Club      | 23  | 22 | 7  | 9 | 6  | 28 | 24 | +4   |
| 6    | Misiones Football Club           | 22  | 22 | 9  | 4 | 9  | 27 | 37 | -10  |
| 7    | Defensor Sporting Club           | 20  | 22 | 8  | 4 | 10 | 33 | 29 | +4   |
| 8    | Institución Atlética Sud América | 19  | 22 | 5  | 9 | 8  | 19 | 20 | -1   |
| 9    | Club Atlético Bella Vista        | 18  | 22 | 5  | 8 | 9  | 22 | 34 | -12  |
| 10   | Racing Club de Montevideo P      | 13  | 22 | 3  | 7 | 12 | 22 | 36 | -14  |
| 11   | Olimpia                          | 9   | 22 | 3  | 3 | 16 | 29 | 59 | -30  |
| 12   | Capurro                          | 6   | 22 | 2  | 2 | 18 | 19 | 50 | -31  |

| Légende : Qualifications et relégations | Légende : Qualifications et relégations |
| --------------------------------------- | --------------------------------------- |
|                                         | Champion d’Uruguay                      |
|                                         | Relégation en deuxième division         |
|                                         | T : Tenant du titre P : Promus          |

## Bilan de la saison
| Championnat d'Uruguay de football 1931                             |                                             |
| Champion                                                           | Montevideo Wanderers Fútbol Club (3e titre) |
| Promotions et relégations                                          |                                             |
| Promus en Primera División                                         |                                             |
| Relégués en Championnat d'Uruguay de football de deuxième division | Misiones Football Club Olimpia Capurro      |